# カーンチープラム県

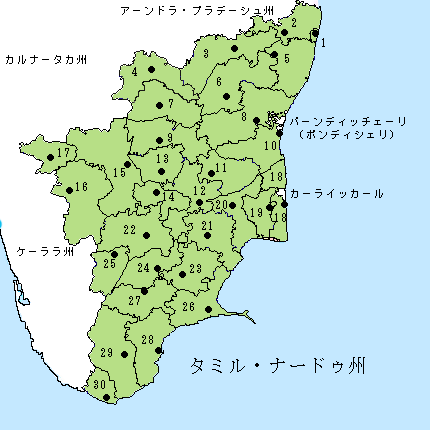
タミル・ナードゥ州の行政区分。5の場所がカーンチープラム県

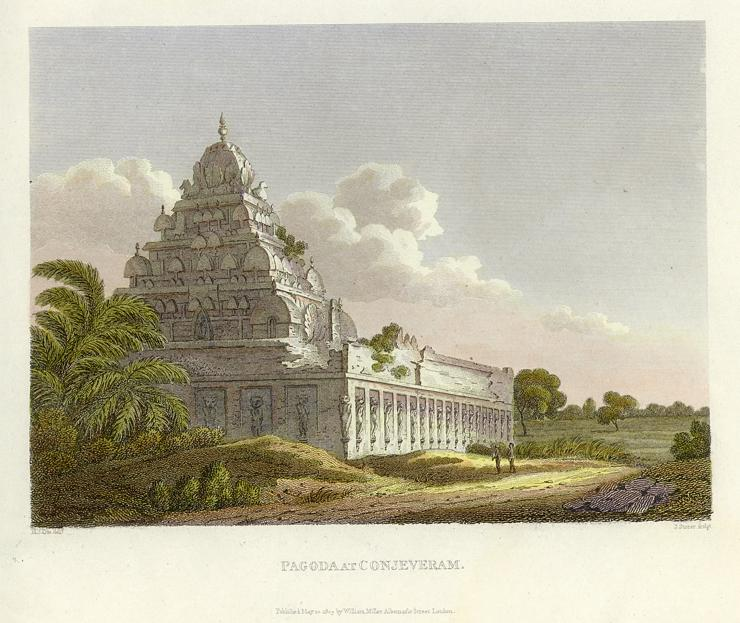
カーンチープラムの寺院（1811年）

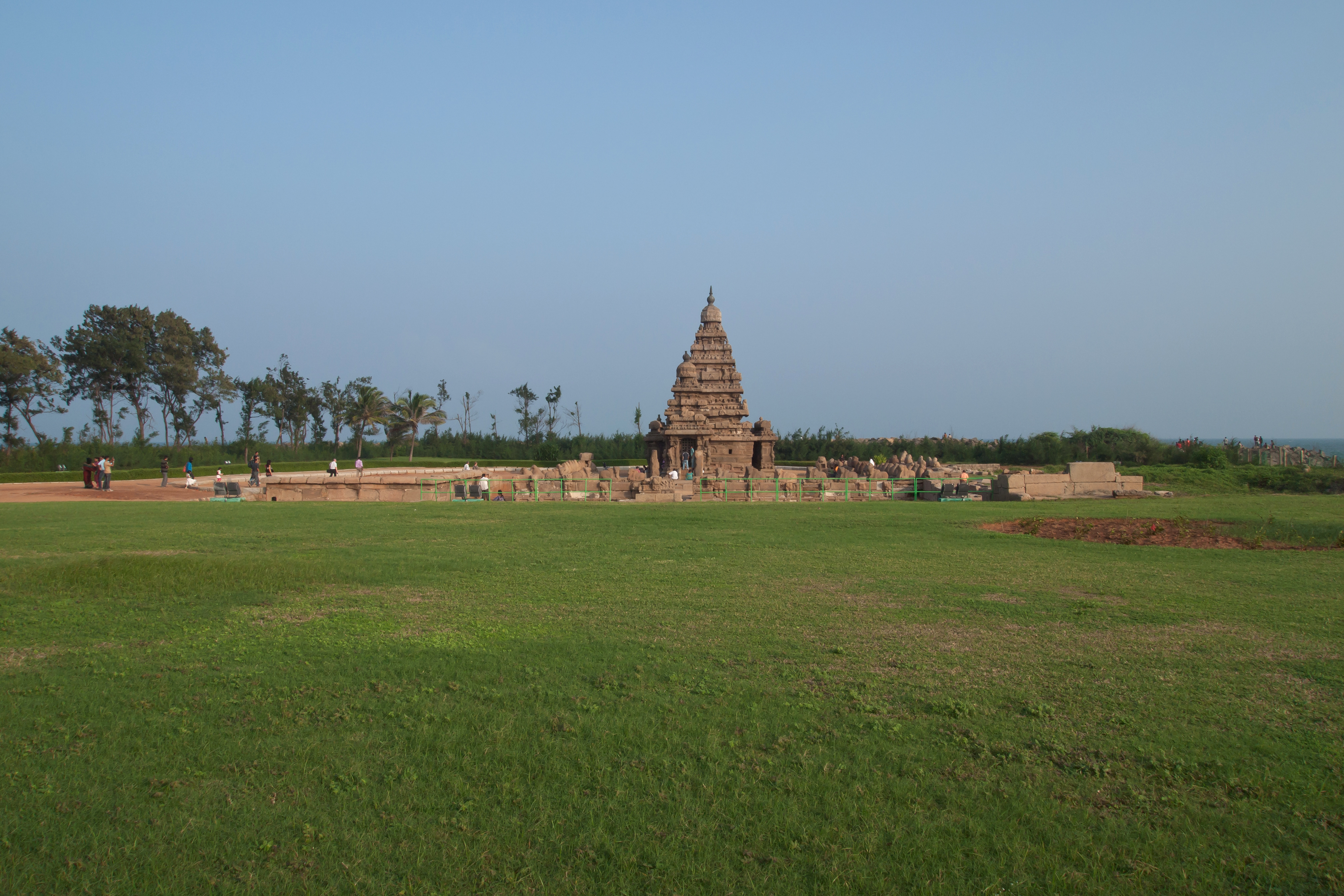
マハーバリプラムの海岸寺院

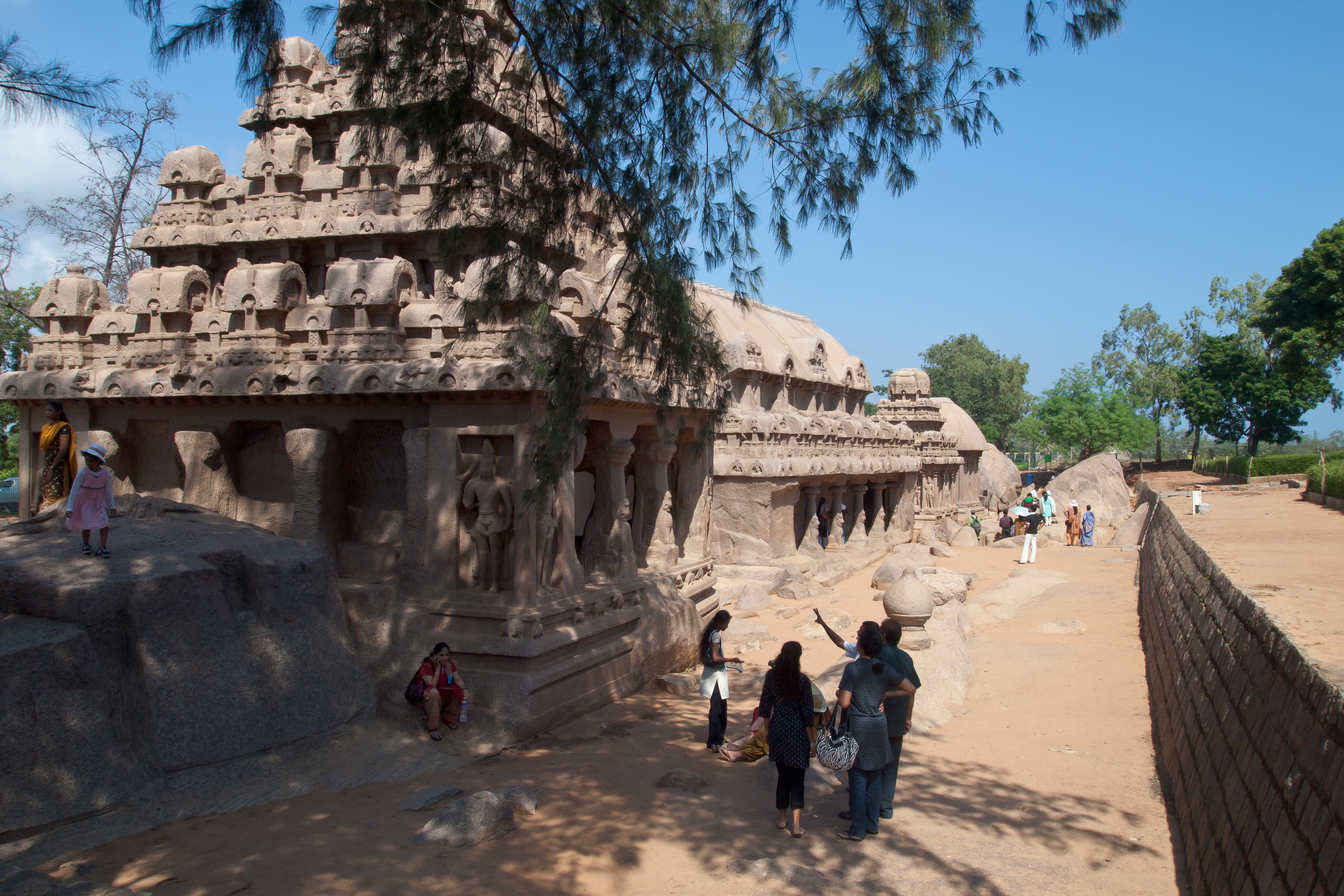
マハーバリプラムの「ラタ」

カーンチープラム県（ヒンディー語：कांचीपुरम जिला kāncīpurama jilā、タミル語：காஞ்சிபுரம் மாவட்டம் kāñcipuram māvaṭṭam、英語：Kanchipuram district）は、インド南部のタミル・ナードゥ州に属する30の県の1つ。県庁所在地はカーンチープラム。
カーンチープラムのローマ字表記は Kanchipuram のほか、 Kancheepuram や Conjeevaram とも表記される。また、略してカーンチー、カーンチ（காஞ்சி、Kanchi）と呼ばれることもある。

## 概要
2001年の国勢調査では、面積4307平方キロメートル、人口287万7468人、人口密度は668人/km2。
北はティルヴァッルール県、北西はチェンナイ県、南はヴィリュップラム県、西はティルヴァンナーマライ県、北西はヴェールール県に接し、東側はベンガル湾である。

## 歴史
4世紀から9世紀にかけて、県庁所在地のカーンチープラムはパッラヴァ朝の首都であった。
1999年に、チェンガルパットゥ県が本県とティルヴァッルール県とに分かれたことにより誕生。

## 行政区分

### 郡
カーンチープラム県は、以下の8つの郡（タミル語 வட்டம் 「円」 ; 英訳 taluk）に区分けされている。
- ターンバラム郡（தாம்பரம் ; Thambaram）
- ティルッペルンブドゥール郡（திருப்பெரும்புதூர் ; Sriperumbudur）
- カーンチープラム郡（காஞ்சிபுரம் ; Kancheepuram）
- チェンガルパットゥ郡（செங்கல்பட்டு ; Chengalpattu）
- ウッティラメールール郡（உத்திரமேரூர் ; Uthiramerur）
- ティルッカリュックンダム郡（திருக்கழுக்குன்றம் ; Tirukalukundram）
- マドゥラーンタカム郡（மதுராந்தகம் ; Madhuranthagam）
- セイユール郡（செய்யூர் ; Cheyyur）

### 区
カーンチープラム県は、以下の13の区（英訳 block）に区分けされている。
- セイント・トーマス・マウント区（St-Thomas Mount & Pallavaram）
- クンダットゥール区（குன்றத்தூர் ; Kundrathur）
- ティルッペルンブドゥール区（திருப்பெரும்புதூர் ; Sriperumbudur）
- ティルッポールール区（திருப்போரூர் ; Thiruporur）
- カッタンコーラットゥール区（கட்டங்கோலத்தூர் ; Kattankolathur）？
- ヴァーラージャーバード区（வாலாஜாபாத் ; Walajabad）
- カーンチープラム区（காஞ்சிபுரம் ; Kancheepuram）
- ウッティラメールール区（உத்திரமேரூர் ; Uthiramerur）
- ティルッカリュックンダム区（திருக்கழுக்குன்றம் ; Tirukalukundram）
- ラットゥール区（இலத்தூர் ; Lathur）
- マドゥラーンタカム区（மதுராந்தகம் ; Madhuranthagam）
- チッタムール区（சித்தமூர் ; Chithamur）
- アチャラッパッカム区（அசரப்பக்கம் ; Acharapakkam）

## 文化
県庁所在地のカーンチープラムがパッラヴァ朝の首都であったことから、県下には多くの寺院があることで有名である。主に次のような寺院が知られる。
- カーマークシアンマン寺院（காமாட்சியம்மன் கோயில்）
- エーカンバラナータル寺院（ஏகாம்பரநாதர் கோயில்）
- ヴァラダラージャペルマール寺院（வரதராஜபெருமாள் கோயில்）
- カイラーサナータル寺院（கைலாசநாதர் கோயில்）

海岸沿いにある港町マハーバリプラムにある彫刻などは、「マハーバリプラムの建造物群」として1984年にユネスコ世界遺産に登録されている。
また、この県で生産されるサリー（タミル語ではプダヴァイ；புடவை）は有名である。